# Alfreda Markowska

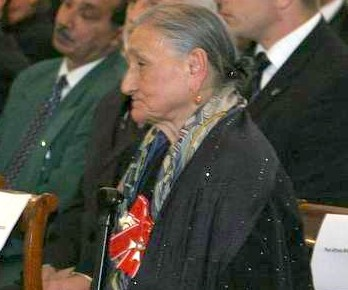
Alfreda Markowska la ceremonia în care a fost distinsă cu Ordinul Polonia Restituta de președintele de atunci al Poloniei, Lech Kaczyński

Alfreda Noncia Markowska (n. 10 mai 1926, Galiția, Polonia – d. 30 ianuarie 2021, Gorzów Wielkopolski, Polonia) a fost o activistă și filantroapă poloneză de etnie romă, care în timpul celui de-Al Doilea Război Mondial a salvat aproximativ cincizeci de copii evrei și romi de la moarte din Holocaust și genocidul Porajmos.

## Biografie
Markowska s-a născut într-o tabără mobilă Polska Roma într-o zonă din jurul Stanisławów, în regiunea Kresy din a doua republică poloneză. În 1939 invazia germană a Poloniei a prins-o la Lwów (Lviv). După ce Uniunea Sovietică a invadat Polonia, ca parte a pactului Molotov-Ribbentrop dintre Stalin și Hitler, tabăra ei s-a mutat în partea ocupată de Germania a Poloniei. În 1941 germanii au ucis toți membrii familiei ei (65 până la 85 de persoane), inclusiv părinții și frații, într-un masacru din apropiere de Biała Podlaska. Alfreda a fost singura care a supraviețuit. Ea a petrecut câteva zile căutând groapa comună a familiei ei în pădurile locale. A plecat spre Rozwadów unde în 1942, la 16 ani, s-a căsătorit. Ea și soțul ei au fost prinși de poliția ucraineană în timp ce vizitau Stanisławów și au fost predați naziștilor, însă cuplul a reușit să scape. Ulterior, au fost nevoiți să se mute în ghetouri de romi în Lublin, Łódź și Bełżec, dar au fugit și acestea și s-au stabilit înapoi la Rozwadów, unde naziștii au organizat un lagăr de muncă pentru romi.

### Misiuni de salvare
În Rozwadów, Alfreda a fost angajată la căile ferate și a reușit să obțină un permis de muncă care i-a oferit o anumită protecție împotriva arestărilor ulterioare. S-a implicat apoi în salvarea de la moarte a evreilor și a romilor, în special a copiilor. Alfreda a călătorit în locuri cunoscute unde aveau loc masacre ale populațiilor evreiești și rome și a căutat supraviețuitori. Markowska i-a adus înapoi la ei acasă, i-a ascuns și a obținut documente false care să îi protejeze. Se estimează că cincizeci de copii au fost salvați de ea.  Ani mai târziu, când a fost întrebată de ce nu îi este frică să ajute, Markowska a declarat că, la vremea respectivă, nu se aștepta să supraviețuiască războiului, așa că frica nu era o problemă. 
În 1944 sovieticii au eliberat zona. Din cauza politicii Armatei Roșii de a-i forța pe romi să se alăture lor, Markowska împreună cu soțul ei și unii dintre copiii pe care i-a salvat au fugit spre vest, mai întâi în Polonia centrală și apoi în așa-numitele „teritorii recuperate” din vestul Poloniei de azi.
După război autoritățile comuniste din Republica Populară Polonia au inițiat o campanie de forțare a romilor să se stabilească și să-și abandoneze stilul de viață tradițional. Drept urmare, Alfreda și familia ei au locuit mai întâi în apropiere de Poznań, apoi, după moartea soțului ei, în Gorzów Wielkopolski.
În octombrie 2006 Alfreda Markowska a fost distinsă cu Crucea Comandantului cu Steaua Ordinului Polonia Restituta pentru salvarea copiilor evrei și romi în timpul celui de-al doilea război mondial. La acel moment, președintele Poloniei, Lech Kaczyński, a felicitat-o „pentru eroism și vitejie neobișnuită, pentru merite excepționale în salvarea de vieți omenești”.